# Metakrolein
Metakrolein eller 2-metylprop-2-enal är en omättad aldehyd med formeln C4H6O.

## Framställning
Metakrolein kan framställas på flera sätt.
- Genom oxidation av isobutylen (C4H8).
- Genom dehydrering av tert-butanol (C4H9OH).
- Genom en Mannich-reaktion av propanal (C3H6O) och formaldehyd (CH2O).
- Genom dehydrogenering av isobutanal (C4H8O).

## Användning
Metakrolein används för framställning av akrylplast och konstharts.